# Матилда I
Пешадијски тенк Мк I, Матилда I (А11) је био британски тенк коришћен током Другог светског рата. Не треба га мешати са британским пешадијским тенком Мк II (А12), познатијим под именом Матилда II који је ово име добио почетком рата пошто је првобитна Матилда повучена из употребе. У питању су потпуно различити тенкови који нису имали ништа заједничко осим тога што су оба пројектовани као пешадијски тенкови.

## Развој
Радови на развоју овог тенка започети су 1935. године од стране британске фирме Викерс-Армстронг. Као резултат је настао мали тенк са два члана посаде и са малом, ливеном куполом, у коју је једва могао да се смести један митраљез типа Викерс. Пројектована за брзу производњу и под условом да њена цена не сме да буде већа од 6.000 фунти, Матилда I је великим делом била састављена од делова других возила који су били на располагању: искоришћен је Фордов осмоцилиндрични мотор, Фордсонов мењач и механизам за управљање сличан ономе који је коришћен на Викерсовим лаким тенковима, док је вешање, са мањим изменама, преузето од артиљеријског трактора Мк IV Драгон који је био базиран на шасији шестотонског тенка Модел Е.
Иако су тело и купола пружали одличну заштиту од тадашњих против-оклопних оруђа, гусенице и ходни део су били потпуно изложени непријатељској ватри и знатно рањивији него код других тенкова тог времена.
Наоружање је чинио један митраљез Викерс калибра 0.303 (7.7 mm) или 0.50 инча (12.7 mm).
Генерал Хју Елис, који је био задужен за арсенал енглеске војске прокоментарисао је возило речима „гегало се као патка.“ У складу са тим, возилу је додељено име тадашњег популарног цртаног лика, патке Матилде.

## Производња
Прва наруџбина за производњу овог тенка стигла је у априлу 1937. године, а прва возила су испоручена током 1938. године. Производња је настављена све до 1940. године. Укупно је произведено 140 примерака, од којих су неки били наружани са тежим митраљезима Викерс 0.303.

## Борбена историја
Матилда I (55) и Матилда II заједно су се борили у Француској у саставу Британског експедиционог корпуса, током битке за Француску. Сви тенкови Матилда I у Француској били су распоређени у састав 1. тенковске бригаде. Учествовали су у одбрамбеним операцијама и контра-нападу британских снага у рејону Араса, у мају 1940. године, када је привремени британски успех угрозио напредовање немачке 7. оклопне дивизије под командом генерала Ервина Ромела. Међутим, захваљујући брзој и ефикасној интервенцији немачког ваздухопловства, као и одсуству координације са француским јединицама, које је требало да нападају са југа, битка код Араса се завршила британским поразом.
Британски експедициони корпус је приликом повлачења у Енглеску, за собом оставио највећи део свог тешког наоружања укључујући и оклопна возила. Преостали примерци тенка Матилда Мк I, који нису учествовали у борбама, коришћени су за обуку тенковских посада.